# Duitsland op het Eurovisiedansfestival
Duitsland deed in 2007 mee aan het Eurovisiedansfestival.
In 2008 deed Duitsland niet meer mee.

## Lijst van Duitse deelnames
| Jaar | Artiest                             | Stijl              | Plaats | Punten |
| ---- | ----------------------------------- | ------------------ | ------ | ------ |
| 2007 | Wolke Hegenbarth en Oliver Seefeldt | samba en freestyle | 8      | 59     |

2007 · 2008 
Zie ook: Eurovisiesongfestival · Junior Eurovisiesongfestival · Eurovision Young Musicians · Eurovision Young Dancers · Eurovision Choir
Azerbeidzjan · Denemarken · Duitsland · Finland · Griekenland · Ierland · Litouwen · Nederland · Oekraïne · Oostenrijk · Polen · Portugal · Rusland · Spanje · Verenigd Koninkrijk · Wit-Rusland · Zweden · Zwitserland